# 克里斯托爾洛恩斯 (伊利諾伊州)
克里斯托爾洛恩斯（英語：Crystal Lawns）是位於美國伊利諾伊州威爾縣的一個人口普查指定地區。

## 地理
克里斯托爾洛恩斯的座標為41°34′10″N 88°09′22″W / 41.56944°N 88.15611°W，而該地最高點為海拔高度184米（即604英尺）。

## 人口
根據2010年美國人口普查的數據，克里斯托爾洛恩斯的面積為3.30平方千米，當中陸地面積為3.30平方千米，而水域面積為0.00平方千米。當地共有人口1872人，而人口密度為每平方千米567.27人。